# Canobolas
Canobolas är en ort i Australien. Den ligger i kommunen Orange Municipality och delstaten New South Wales, i den sydöstra delen av landet, omkring 210 kilometer väster om delstatshuvudstaden Sydney. Orten hade 476 invånare år 2016.
Närmaste större samhälle är Orange, nära Canobolas. 